# کاساندرا کین
کاساندرا کین (به انگلیسی: Cassandra Cain) یک شخصیت خیالی ابرقهرمان در کتاب‌های کامیک آمریکایی منتشر شده توسط دی‌سی کامیکس است، که اغلب با شخصیت ابرقهرمان بتمن مرتبط است. شخصیت کاساندرا کین توسط نویسنده کلی پاکت و طراح دیمین اسکات خلق شده‌است که برای اولین بار در شمارهٔ ۵۶۷ از مجموعه کمیک بتمن (ژوئیه ۱۹۹۹) حضور پیدا کرد. او یکی از چند شخصیتی است که نقش بت‌گرل را ایفا می‌کند. هم اکنون در دنیای دی‌سی، کاساندرا تحت نام مستعار اورفن شناخته می‌شود.
داستان زندگی که از کاساندرا در دسترس است او را دختر دو آدمکش به نام‌های دیوید کین و لیدی شیوا معرفی می‌کند. او از دوران بچگی برای تبدیل شدن به بزرگترین آدمکش جهان، از صحبت کردن و ارتباط با دیگر انسان‌ها محروم شده بود. به همین سبب کاساندرا تبدیل به رزمی‌کاری ماهر شد، در حالی که به‌طور همزمان صامت و بی‌سواد باقی ماند و روابط اجتماعی بسیار محدودی داشت.
الا جی باسکو در دنیای توسعه‌یافته دی‌سی و فیلم پرندگان شکاری (۲۰۲۰) وظیفه بازی در این نقش را بر عهده داشت. این اولین حضور رسمی این شخصیت در یک فیلم سینمایی محسوب می‌شود.